# Xóchitl Gálvez
Bertha Xóchitl Gálvez Ruiz (Tepatepec, Hidalgo; 22 de febrero de 1963) es una ingeniera en computación, empresaria y política mexicana de etnia otomí. Fue candidata a la presidencia de México en las elecciones federales de 2024 por la coalición Fuerza y Corazón por México, conformada por el Partido Acción Nacional (PAN), el Partido Revolucionario Institucional (PRI) y el Partido de la Revolución Democrática (PRD).
Fue senadora de la República, perteneciendo al grupo parlamentario del PAN, entre 2018 y 2024. También se ha desempeñado como comisionada nacional para el Desarrollo de los Pueblos Indígenas entre 2000 y 2006 durante el gobierno de Vicente Fox y como jefa delegacional de Miguel Hidalgo entre 2015 y 2018.

## Biografía

### Familia y vida privada
Nació el 22 de febrero de 1963 en Tepatepec, Hidalgo. Hija de Heladio Gálvez Cruz, profesor bilingüe de educación básica, originario del pueblo otomí del Valle del Mezquital, y de Bertha Ruiz López, mestiza con raíces otomíes dedicada a las labores del hogar. Sus abuelos y padre hablaban hñähñu (una de las variantes del otomí).
Inició sus estudios básicos en su natal Tepatepec. Cursó la escuela secundaria en Mixquiahuala a donde tenía que viajar diariamente, como muchos otros niños de la región. En una entrevista expresó que, para costear sus gastos educativos, vendía gelatinas en el mercado del pueblo.
Durante sus estudios, ingresó como escribiente del registro civil de Tepatepec,[¿cuándo?] donde llegó a ser la oficial primera.

### Formación y trayectoria
Al terminar la preparatoria, se mudó a la Ciudad de México, donde consiguió un cuarto de azotea en Iztapalapa para estudiar ingeniería en computación en la Universidad Nacional Autónoma de México (UNAM). Para costear sus gastos inició trabajando de telefonista y posteriormente como pasante en el Instituto Nacional de Estadística y Geografía (INEGI). Durante sus estudios ganó, por concurso, una beca en el centro de cálculo de la facultad de ingeniería.
En 2010, obtuvo la licenciatura en ingeniería en computación por la UNAM. y, posteriormente, se especializó en robótica, inteligencia artificial, edificios inteligentes, sustentabilidad y ahorro de energía.[¿cuándo?]
Entre sus primeros trabajos, se desempeñó como programadora y después como analista y jefa de departamento en el INEGI.[¿cuándo?] También fue directora de Teleinformática en el World Trade Center Ciudad de México y coordinadora del sistema de información y comunicaciones en el Pabellón de México en la Exposición Universal de Sevilla de 1992.
Ha participado en política desde el año 2000.

### Ingeniera y empresaria
En 1992 fundó la empresa High Tech Services, dedicada al desarrollo de proyectos de alta tecnología dirigidos al diseño de edificios y áreas inteligentes, ahorro de energía, automatización de procesos, seguridad y telecomunicaciones. Fue fundadora y directora general de la empresa OMEI, dedicada a la operación y mantenimiento de infraestructuras inteligentes.
Fue reconocida como Empresaria del Año en 1994 y 1995. Logró premio de la fundación Sé Líder, el premio Zazil en el área social y humanitaria, el reconocimiento al “Compromiso con los Demás" otorgado por el Centro Mexicano para la Filantropía y la “Presea Pericles”, otorgada por el Museo Amparo de Puebla por el mérito social. Se desempeñó como directora de Teleinformática en el World Trade Center.
En 1999, obtuvo el reconocimiento por el World Economic Forum de Davos, Suiza, como una de las “100 líderes globales del futuro del mundo. En 2000, la revista Business Week la nombró como una de los 25 Latin America's New Business Elite.
Con las utilidades de sus empresas, en 1995 decidió crear la fundación Porvenir que se dedica combatir problemas de desnutrición infantil y contribuir al desarrollo económico entre mujeres de zonas indígenas. Uno de sus programas lleva alimentos a niños indígenas con desnutrición en los estados de Chiapas, Hidalgo, Oaxaca, Puebla y Veracruz. Además de impulsar diversos apoyos en zonas marginadas como la purificación del agua para consumo humano en el Valle del Mezquital. Por ésta razón, Luiz Inácio Lula da Silva la invitó al foro social de Porto Alegre, en Brasil.

## Carrera política

### Comisión Nacional para el Desarrollo de los Pueblos Indígenas
Ingresó al servicio público durante la administración del presidente Vicente Fox quien conformó su gabinete presidencial utilizando cazadores de talentos. Inicialmente estuvo a cargo de la Oficina para el Desarrollo de los Pueblos Indígenas de la Presidencia de la República y, posteriormente, logra la creación formal de la Comisión Nacional para el Desarrollo de los Pueblos Indígenas, hoy Instituto Nacional de los Pueblos Indígenas, de la cual fue su primera directora general.
Adicionalmente, logró se aprobara una reforma constitucional para reconocer y proteger los derechos y la cultura de los pueblos indígenas. De igual manera fue una de las impulsoras de la Declaración Universal sobre Derechos de los Pueblos Indígenas de la Organización de las Naciones Unidas que se firmó en 2007.
Creó un fondo y programa para la construcción de infraestructura  para pueblos y comunidades indígenas. Dentro de sus resultados destacan la electrificación en comunidades de la Selva Lacandona, de la Sierra Tarahumara, la región Tepehuana en Durango y en la Cora – Huichol de Nayarit y Jalisco. También logró la introducción de redes de agua potable en Los Altos de Chiapas, región afectada severamente por el tracoma, así como los sistemas de agua potable en localidades indígenas de los estados de Hidalgo, San Luis Potosí, Puebla y Veracruz.
En infraestructura carretera logró la construcción de la carretera Tlapa-Marquelia y Tlapa-Metlatónoc, en Guerrero; la Fronteriza del Sur, en Chiapas; Xochiapa-Zacatepec de Bravo, en la Sierra Negra de Puebla; Ruiz-Zacatecas; la Durango-Tepic, tramo Mezquital; Tecomaztlahuaca- Coicoyán de las Flores; San Ildefonso Sola de Vega - Santa Cruz Zenzontepec, y Tezoatlán de Segura y Luna-San Martín Itunyoso, Oaxaca; y la construcción del puente vehicular El Estero, en San Francisco del Mar.
Además remodeló los albergues escolares indígenas, impulsó el desarrollo integral con programas productivos entre los que destaca la creación del programa de organización productiva para mujeres indígenas, construyó las Casas de la Mujer Indígena para capacitación en derechos de la mujer y como refugios contra la violencia doméstica, abrió diez universidades interculturales, entre ellas las ubicadas en San Cristóbal de las Casas, Chiapas, y en San Felipe del Progreso, Estado de México, creó el Instituto Nacional de Lenguas Indígenas.

### Candidata a gobernadora de Hidalgo
En las elecciones estatales de Hidalgo de 2010 fue candidata a la gubernatura del estado por la coalición «Hidalgo nos une», integrada por el Partido Acción Nacional (PAN), el Partido de la Revolución Democrática (PRD), el Partido del Trabajo (PT) y Convergencia. Gálvez quedó en segundo lugar, con el 47% de los votos a su favor.

### Jefa Delegacional en Miguel Hidalgo
En las elecciones del Distrito Federal de 2015 fue candidata a jefa delegacional de Miguel Hidalgo por el Partido Acción Nacional. Ganó los comicios con el 32% de los votos a su favor. Ejerció el cargo del 1 de octubre de 2015 al 15 de marzo de 2018.
Encabezó una profunda reestructuración administrativa mediante la cual redujo la burocracia y eliminó seis de nueve direcciones generales. Implicó, asimismo, la desaparición del 50 por ciento del parque vehicular obsoleto, el cual después fue renovado, la eliminación de contratos de personal eventual, reforzando la estructura operativa de la delegación.
Innovó en materia tecnológica para georreferenciar instalaciones hidráulicas, arbolado, alcantarillado y mobiliario público, a fin de hacer más eficiente el mantenimiento.  Encabezó, además, una lucha contra la corrupción en materia inmobiliaria. Incluso, inició la demolición de 18 inmuebles irregulares y realizó los procedimientos administrativos para revocar las licencias de construcción de otros 56 inmuebles.
Sustituyó el 100 por ciento de lámparas por tecnología led para reducir costos de energía y mejorar la iluminación. Para combatir la inseguridad, instaló 12 mil lámparas en las fachadas de las viviendas. También fue impulsora de la recarga de mantos acuíferos a través de jardines hídricos y el mantenimiento preventivo en servicios urbanos, convirtiéndose en la pionera a nivel nacional en sistemas de infiltración de agua de lluvia para reciclaje y la construcción de banquetas verdes.
Llevó de tercer a primer lugar a la entonces delegación en competencias deportivas, a través de becas y el mejoramiento de instalaciones deportivas. Puso en marcha diversos proyectos para generar ahorros destinados al rubro social y servicios urbanos.
Su administración certificó a más de 6 mil personas en competencias laborales que les permitió conseguir un mejor empleo. Se apoyó a mujeres con la posibilidad de estudiar una carrera técnica en la Universidad Iberoamericana.
Al solicitar licencia a su encargo como jefa delegacional, puso en venta su departamento para donar las ganancias al instituto Salesiano.

### Senadora de la República
En las elecciones federal de 2018 participó como candidata a Senadora de la República por la Ciudad de México en fórmula con Emilio Álvarez Icaza en Por México al Frente integrado por el PAN, MC y PRD. Adicionalmente fue candidata a Senadora en la lista de representación proporcional del Partido de la Revolución Democrática, cargo para el que fue electa.
En el Senado es presidenta de la Comisión de Asuntos Indígenas, secretaria de la Comisión de Anticorrupción, Transparencia y Participación Ciudadana e integrante de la Comisiones de Zonas Metropolitanas y Movilidad; de Medio Ambiente, Recursos Naturales y Cambio Climático; de Energía; de Reforma Agraria; y de la Comisión Especial para el seguimiento a la implementación de la Agenda 2030 en México.
En sus actividades legislativas ha impulsado temas diversos a través de iniciativas de reformas legales y constitucionales, entre las que destacan: reconocimiento de los derechos laborales de las personas trabajadoras del hogar y de los derechos e los pueblos y comunidades indígenas y afromexicanas, establecimiento de la justicia cívica para la prevención del delito, reducción de la huella de carbono a través del uso de energías limpias, el uso de tecnologías para la impartición de justicia, castigo por transmisión de video de contenido sexual, eliminación del trabajo forzoso, entre otras.
Ha sido designada por el Senado para representar al Congreso de la Unión ante el Frente Parlamentario contra el Hambre de América Latina y el Caribe, la Cumbre Parlamentaria contra el Hambre y la Malnutrición y la Conferencia de las Naciones Unidas sobre Cambio Climático[¿cuándo?].
En el 2021, ante el intento de Morena de dejar al Partido de la Revolución Democrática fuera de la Comisión Permanente del Congreso de la Unión, planteó su incorporación a la bancada perredista para garantizar la pluralidad en la institución legislativa. Sin embargo, ese mismo día, anunció que no sería necesario su cambio, debido a que se respetó el espacio del PRD en la Comisión Permanente.
Ha sido una de las oponentes más duras a las reformas del presidente López Obrador, aunque sí apoyó la iniciativa para que los programas sociales quedaran establecidos en la Constitución.
Entre las reformas que votó en contra están la reforma energética con el argumento de que dicha iniciativa privilegiaba las energías contaminantes en lugar de promover las energías limpias. También se opuso a la reforma electoral pues, en sus palabras, era un retroceso democrática pues permitiría elecciones fraudulentas y una autoridad electoral débil, bautizando así a la iniciativa como el “Jurassic Plan” pues permitiría el regreso de figuras políticas de antaño.
Durante una discusión complicada en el Senado por el rechazo de los legisladores de Morena a nombrar a los comisionados del Instituto Nacional de Transparencia, Acceso a la Información y Protección de Datos Personales para dejarlo inoperante, el Presidente del Senado decidió cambiar la sede para la discusión con el objetivo de que los senadores de oposición no asistieran y así pudieran votar las leyes que ellos decidieran. Al conocer esto, decide trasladarse en bicicleta al nuevo recinto pues el acceso en vehículo estaba imposibilitado por un concierto en el zócalo. Al llegar, se encadenó en la silla del Presidente del Senado para evitar la sesión, cometido que logra y obliga a los legisladores oficialistas a llevar a cabo la discusión en el patio de la antigua Casona de Xicoténcatl, siendo este argumento de que sesionaron en el patio y no en el pleno, uno de los argumentos por los cuales la Suprema Corte de Justicia analiza la anulación de las leyes aprobadas por los morenistas.
Ha presentado más de treinta denuncias contra actos de corrupción, entre ellas contra Manuel Bartlett Díaz por esconder bienes y mentir en su declaración patrimonial, las irregularidades en la Comisión Nacional de Cultura Física y Deporte de Ana Gabriela Guevara, la entrega de medicamentos contaminados que llevaron a la muerte de una persona en Tabasco, las compras irregularidades de ventiladores durante la pandemia, la entrega de dinero en efectivo a Pío López Obrador, el ecocidio en Quintana Roo por el Tren Maya, el conflicto de interés por la casa gris de José Ramón López Beltrán, las irregularidades en SEGALMEX por Ignacio Ovalle, y la muerte de migrantes en una estación migratoria en Ciudad Juárez.

#### Derecho de réplica
En el marco de su participación en la Feria Internacional del Libro de Guadalajara, fijó su postura sobre los programas sociales del gobierno al decir que estaba de acuerdo con las transferencias económicas a los jóvenes a través de programas sociales. Aseguró que estaba de acuerdo con dichos programas pero señaló que éstos eran insuficientes y que deberían ser acompañados de educación y oportunidades laborales. Días después, en su conferencia mañanera, fue acusada por el presidente Andrés Manuel López Obrador de estar en contra de los programas sociales, ante lo que solicitó su derecho de réplica mediante una carta dirigida al presidente.
Recibida la solicitud de derecho de réplica, el presidente le negó el acceso a la conferencia mañanera y le aconsejó que acudiera a la autoridad competente, por lo que solo si se lo ordenaban obedecería la orden judicial. Ante eso, Gálvez presentó una demanda de amparo que le fue concedida por un juez que le otorgaba acceso a la conferencia para fijar su postura.
Notificadas legalmente las partes, confirmó que se presentaría en Palacio Nacional el 12 de junio de 2023 para hacer cumplir la orden del juez. Al llegar al zócalo, fue recibida por decenas de personas, algunas para expresarle su apoyo y otras más para insultarle e intentar detener su paso. Con amparo en mano logró cruzar las vallas de seguridad hasta llegar a las puertas de palacio que se encontraban cerradas, pese a ser el acceso cotidiano para las conferencias mañaneras. Después de una hora de estar en el lugar y haber tocado en distintas ocasiones, mientras atendía a la prensa que se encontraba en el lugar, dio un mensaje y posteriormente se retiró sin ser recibida.

### Candidatura presidencial
Durante 2022, algunas encuestas la colocaron como puntera en las preferencias electorales para la jefatura de gobierno de la Ciudad de México y, en junio de ese año, anunció su deseo de ser candidata. Su posicionamiento rumbo a las elecciones locales de 2024 se mantuvo y se consolidó como la opción preferida y la más competitiva de la oposición para disputar el cargo. Sin embargo, a principios de 2023, su nombre comenzó a mencionarse como posible aspirante a la presidencia de la república, sin embargo ella negaba dicha posibilidad hasta que el entusiasmo ciudadano incrementó y aceptó analizar la posibilidad para anunciar su decisión una vez conocido el método por el que se decidiría la candidatura.
El 27 de junio de 2023 anunció que sí buscará ser la próxima Presidenta de México bajo el lema “México merece más”. Lo hizo a través de un video publicado en sus redes sociales en los que comenta parte de su biografía como vendedora de gelatinas durante su infancia para ayudar a su familia y como becada de la UNAM. El anuncio fue ampliamente viral en redes sociales, siendo rápidamente tendencia en Twitter. Las primeras encuestas después de su anuncio ya la colocan en los primeros lugares de preferencia para la candidatura presidencial del frente opositor. Al día siguiente de su anuncio, y al ser la recolección de firmas de apoyo uno de los primeros requisitos para ser la representante del bloque opositor, lanzó una plataforma para el registro de voluntarios que le ayuden a conseguir las firmas pues dice no contar con los recursos ni las estructuras partidarias para conseguirlas.
Tras participar en el proceso interno del Frente Amplio, el 20 de febrero de 2024 registró su candidatura para competir en las elecciones presidenciales de 2024, por la coalición Fuerza y Corazón por México, conformada por el Partido Acción Nacional (PAN), el Partido Revolucionario Institucional (PRI) y el Partido de la Revolución Democrática (PRD).
Es importante destacar que Gálvez, perdió en la contienda electoral a la presidencia de México. La ganadora fue Claudia Sheinbaum Pardo.